# Pim Ligthart
Pim Ligthart (Hoorn, 16 de juny de 1988) és un ciclista neerlandès, professional des del 2011, que actualment corre a l'equip Direct Énergie. Ha combinat tant el ciclisme en ruta com la pista. Del seu palmarès destaca el Campionat nacional en ruta del 2011.

## Palmarès en ruta
- 2006
  - Vencedor d'una etapa a la Volta a Ístria
- 2011
  -  Campió dels Països Baixos en ruta
  - 1r a la Hel van het Mergelland
- 2013
  - Vencedor d'una etapa de la Ster ZLM Toer
- 2015
  - 1r al Gran Premi d'Obertura La Marseillaise
  - Vencedor d'una etapa a la Volta a Andalusia
- 2019
  - 1r al Tour de Drenthe

### Resultats al Giro d'Itàlia
- 2013. 161è de la classificació general
- 2016. 126è de la classificació general

### Resultats a la Volta a Espanya
- 2011. 108è de la classificació general
- 2012. 126è de la classificació general
- 2014. 127è de la classificació general
- 2020. Abandona (15a etapa)

## Palmarès en pista
- 2006
  -  Campió dels Països Baixos en Puntuació
  -  Campió dels Països Baixos en 50 km.
- 2007
  -  Campió dels Països Baixos en Puntuació
- 2009
  - 1r als Sis dies d'Apeldoorn (amb Robert Bartko i Léon van Bon)
- 2012
  - 1r als Sis dies d'Amsterdam (amb Michael Mørkøv)

### Resultats a laCopa del Món
- 2007-2008
  - 1r a Copenhaguen, en Puntuació